# Eli Stone
Eli Stone è una serie televisiva statunitense creata da Greg Berlanti e Marc Guggenheim. La serie, che ha debuttato sul canale ABC il 31 gennaio 2008, racconta le vicende dell'avvocato Eli Stone, interpretato da Jonny Lee Miller, che scopre di aver un aneurisma cerebrale, dopo aver avuto strane visioni, tra le quali quella del cantante George Michael.
La popstar inglese sarà una figura ricorrente nel corso della serie. Nella versione originale, i titoli degli episodi della serie si ispirano a canzoni di George Michael. Lo stesso Michael partecipa come guest star nell'episodio pilota Il barattolo del caffè e nell'episodio I Want Your Sex.
In Italia ha debuttato il 12 settembre 2008 su Fox ed è trasmessa in chiaro da Italia 1 a partire da martedì 9 giugno 2009.
Negli USA, la seconda stagione è stata mandata in onda dal 14 ottobre 2008; mentre in Italia è arrivata dal 17 marzo 2009.
Il 20 novembre 2008, il network americano che ospita la serie, la ABC, ha cancellato la serie dal palinsesto, dopo gli insufficienti risultati d'ascolto. I restanti 4 episodi prodotti sono andati in onda dal 20 giugno all'11 luglio 2009.

## Trama
Eli Stone è un cinico ed ambizioso avvocato che lavora per un importante studio legale di San Francisco. Dopo essere stato vittima di strane e bizzarre allucinazioni, accompagnate molto spesso dalle canzoni di George Michael (tant'è che le visioni iniziano proprio con Eli che crede di sentire la canzone "Faith" e vede il cantante in salotto), scopre di avere un aneurisma cerebrale. Quello che poteva sembrare un evento tragico, verrà interpretato da Eli come un segno del destino e cambierà radicalmente la sua vita, vedendo le cose in maniera diversa e affrontando la professione di avvocato con uno spirito più umano ed altruistico.

## Episodi
| Stagione         | Episodi | Prima TV originale | Prima TV Italia |
| ---------------- | ------- | ------------------ | --------------- |
| Prima stagione   | 13      | 2008               | 2008            |
| Seconda stagione | 13      | 2008-2009          | 2009            |

## Personaggi e interpreti

### Personaggi principali
- Eli Stone (stagioni 1-2), interpretato da Jonny Lee Miller, doppiato da Francesco Pezzulli.
- Taylor Wethersby (stagioni 1-2), interpretata da Natasha Henstridge, doppiata da Laura Romano.
- Patti Dellacroix (stagioni 1-2), interpretato da Loretta Devine, doppiato da Paola Giannetti.
- Nathan Stone (stagioni 1-2), interpretato da Matt Letscher, doppiato da Roberto Certomà.
- Matt Dowd (stagioni 1-2), interpretato da Sam Jaeger, doppiato da Francesco Bulckaen.
- Dr. Frank Chen (stagioni 1-2), interpretato da James Saito, doppiato da Antonio Sanna.
- Maggie Dekker (stagioni 1-2), interpretata da Julie Gonzalo, doppiata da Federica De Bortoli.
- Keith Bennett (stagioni 1-2), interpretato da Jason George, doppiato da Nanni Baldini.
- Jordan Wethersby (stagioni 1-2), interpretato da Victor Garber, doppiato da Ambrogio Colombo.

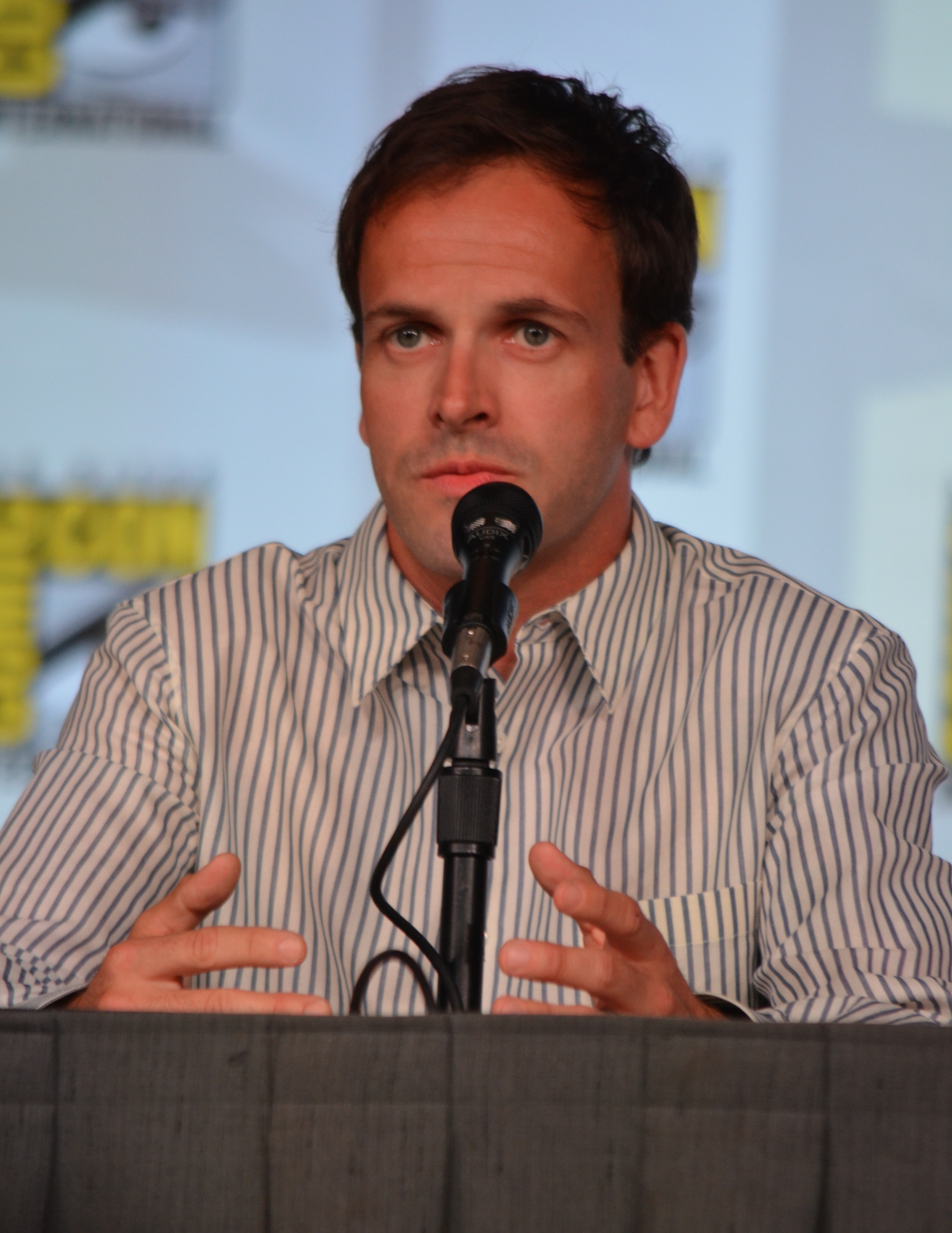
Jonny Lee Miller interpreta Eli Stone
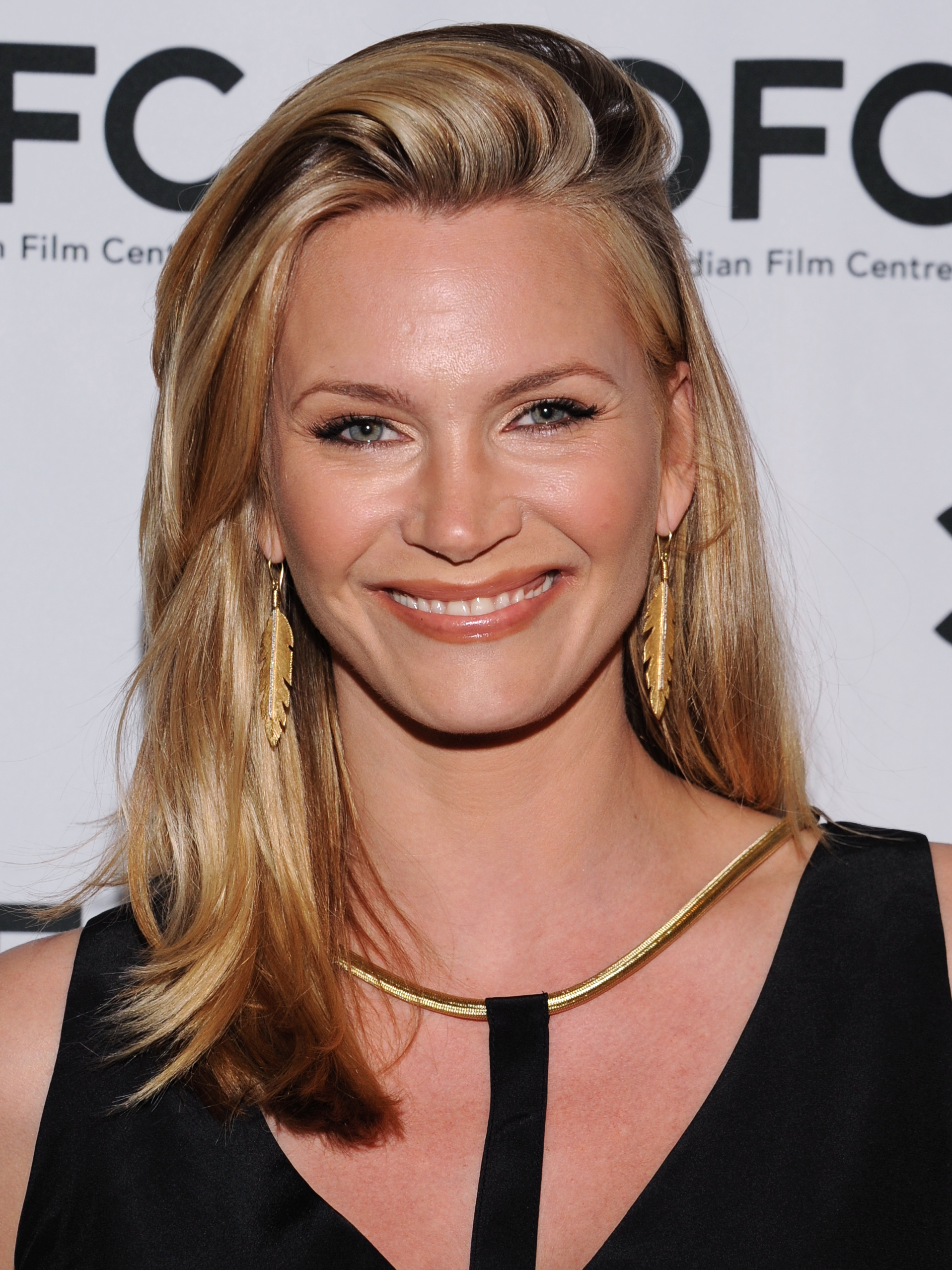
Natasha Henstridge interpreta Taylor Wethersby
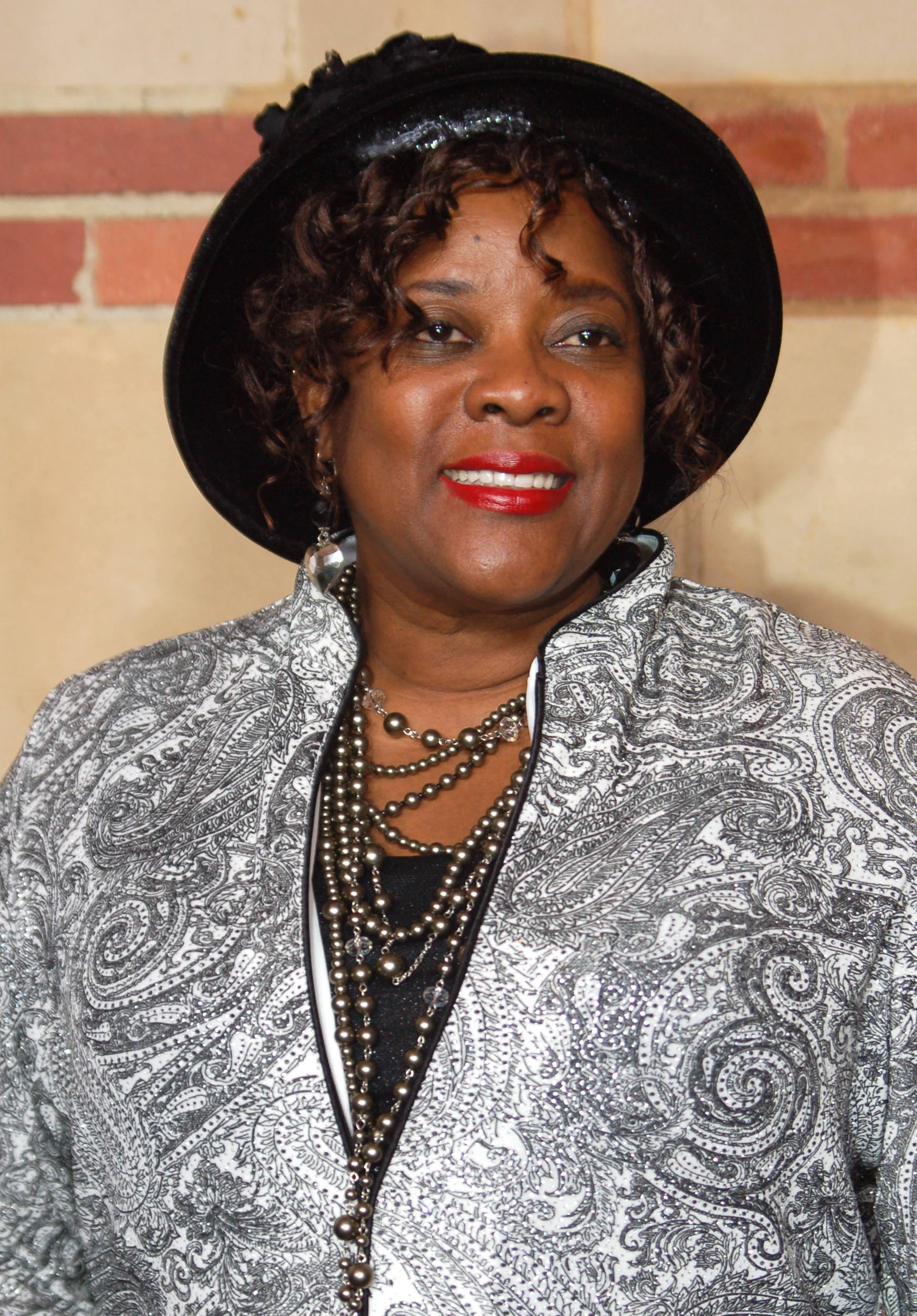
Loretta Devine interpreta Patti Dellacroix
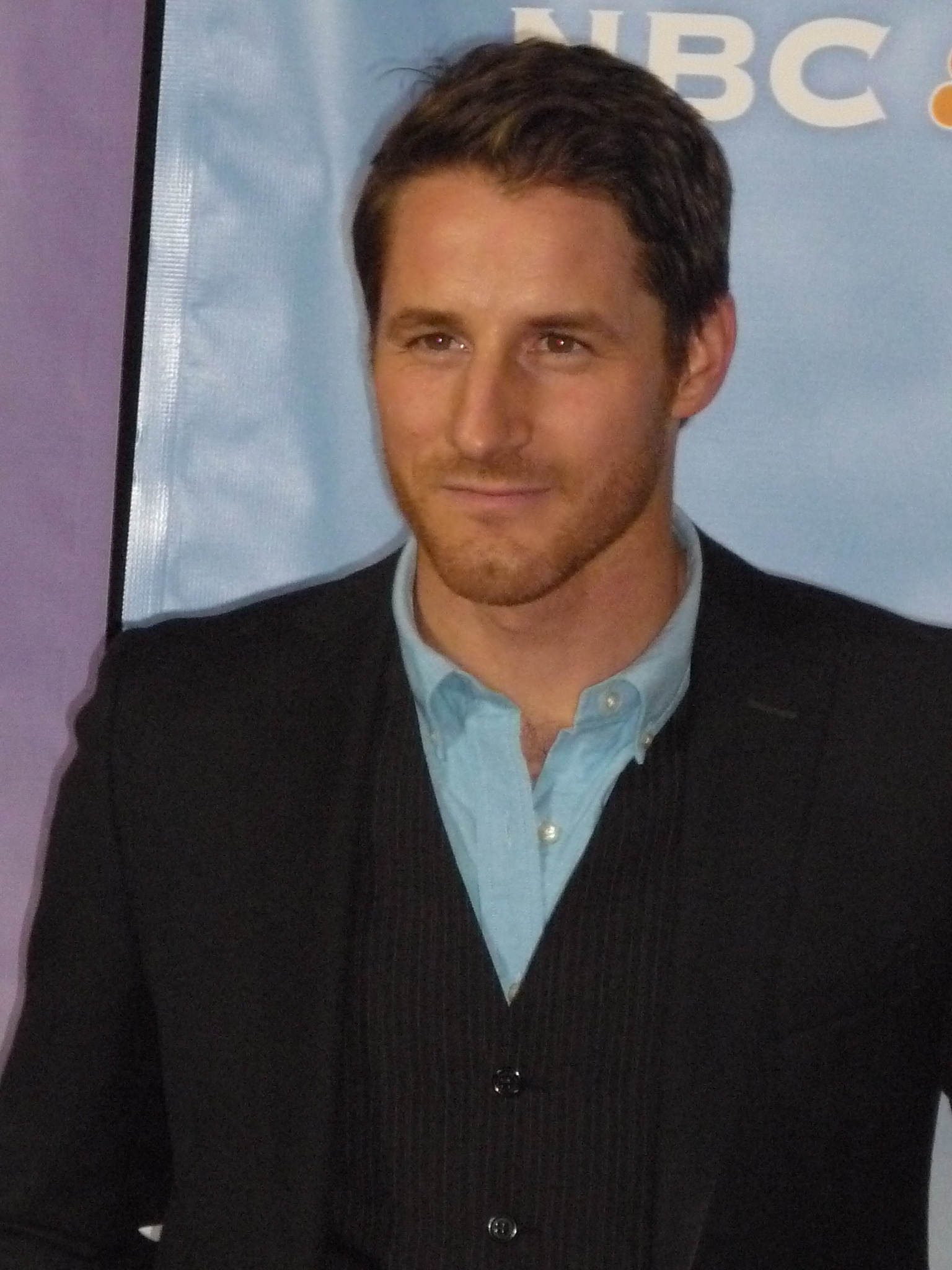
Sam Jaeger interpreta Matt Dowd
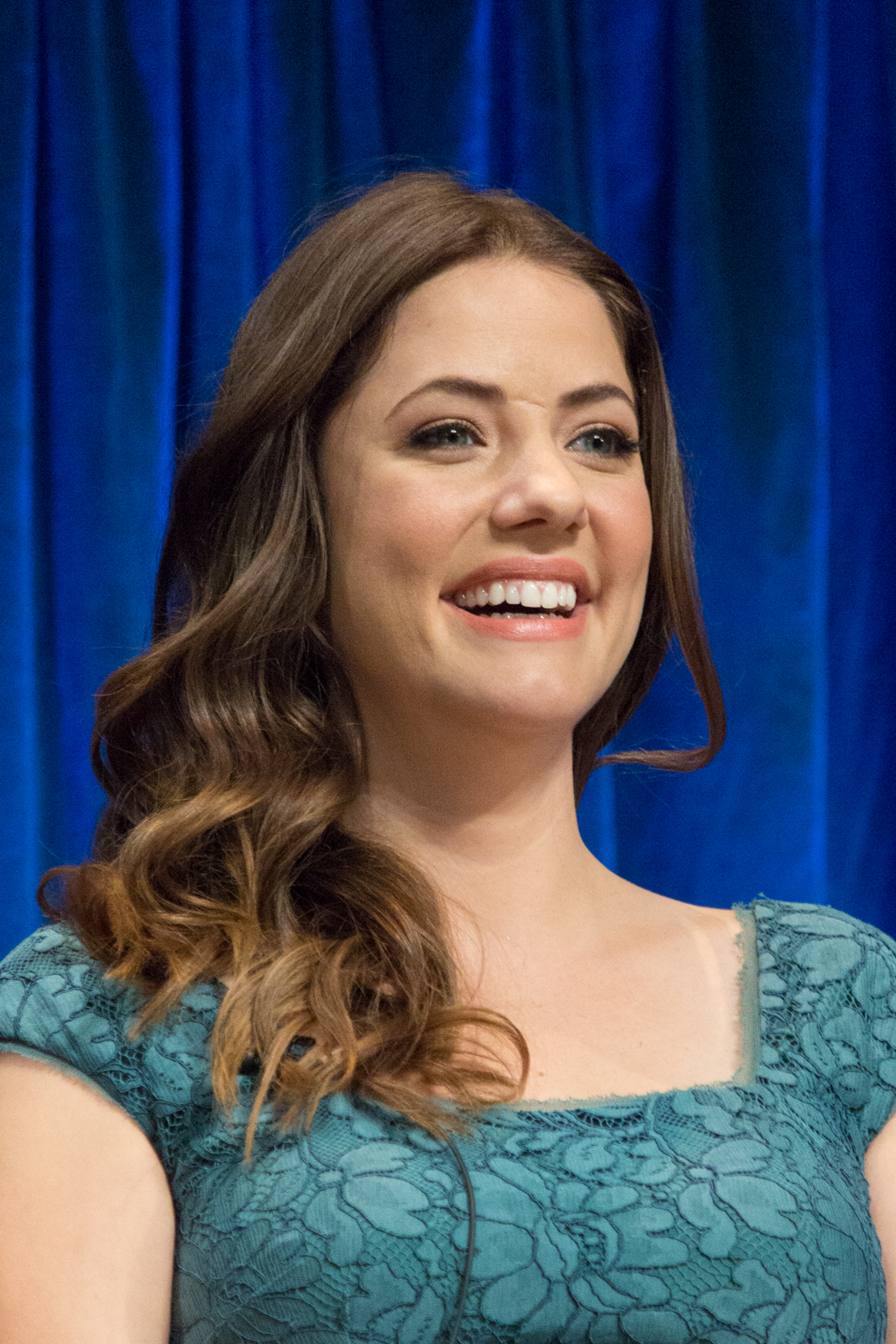
Julie Gonzalo interpreta Maggie Dekker

### Personaggi ricorrenti
- Beth Keller (stagioni 1-2), interpretata da Laura Benanti.
- Martin Posner (stagioni 1-2), interpretato da Tom Amandes, doppiato da Giorgio Locuratolo.
- Marci Klein (stagioni 1-2), interpretata da Katey Sagal.
- Mrs. Stone (stagione 1), interpretata da Pamela Reed, doppiata da Aurora Cancian.
- Jeremy Stone (stagioni 1-2), interpretato da Tom Cavanagh, doppiato da Fabio Boccanera.
- George Michael interpreta se stesso (stagione 1), doppiato da Massimo Rossi.
- Ashley Cardiff, interpretata da Bridget Moynahan, doppiata da Chiara Colizzi.
- Angela Scott (stagione 2), interpretata da Taraji P. Henson, doppiata da Domitilla D'Amico.
- Paul Rollins, interpretato da Kerr Smith, doppiato da Stefano Crescentini.
- Un terapista, interpretata da Sigourney Weaver, doppiata da Ada Maria Serra Zanetti.
- Grace Fuller, interpretata da Katie Holmes, doppiata da Ilaria Latini.

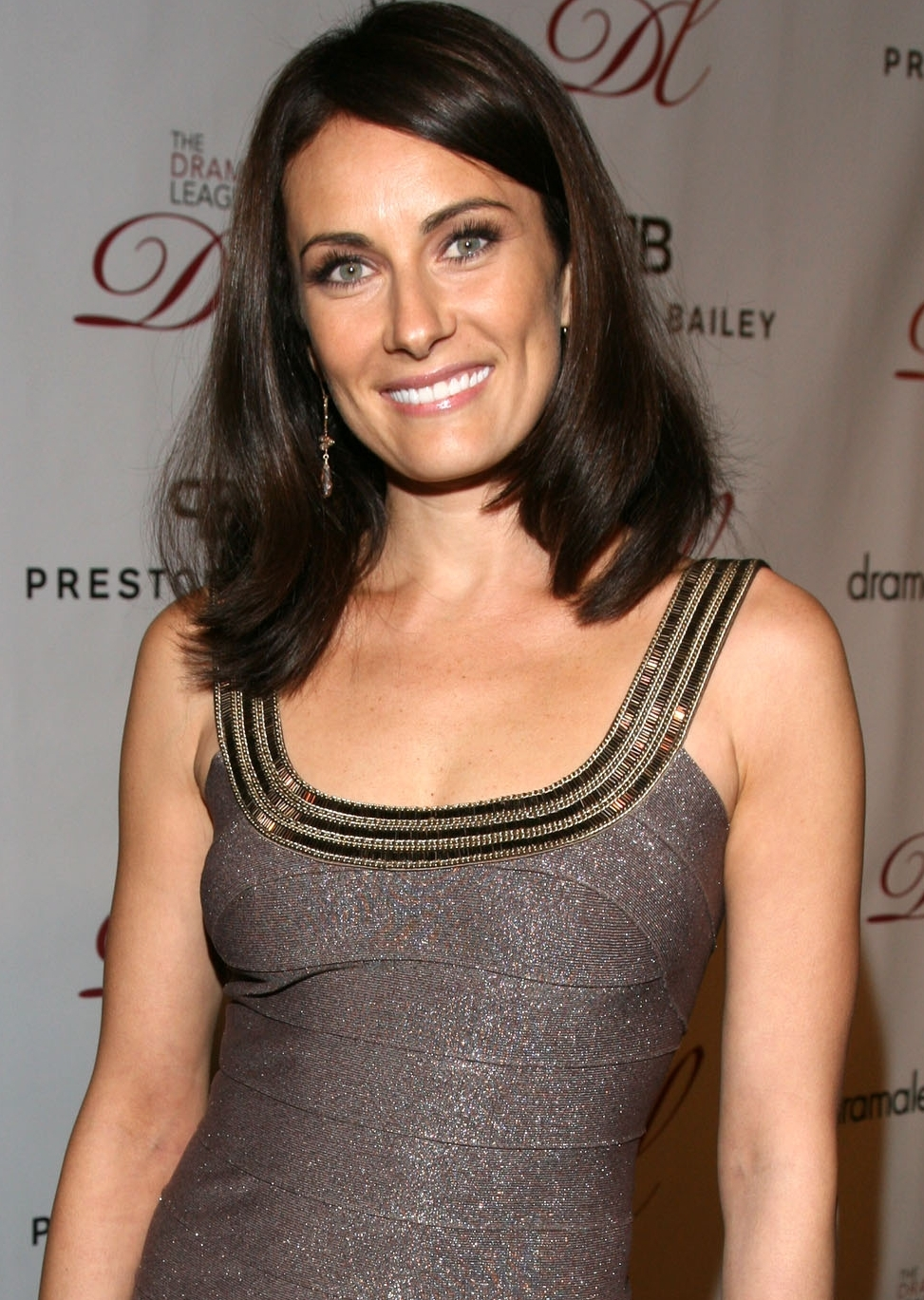
Laura Benanti interpreta Beth Keller
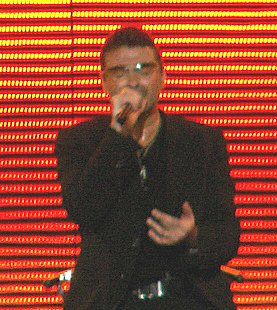
George Michael interpreta se stesso
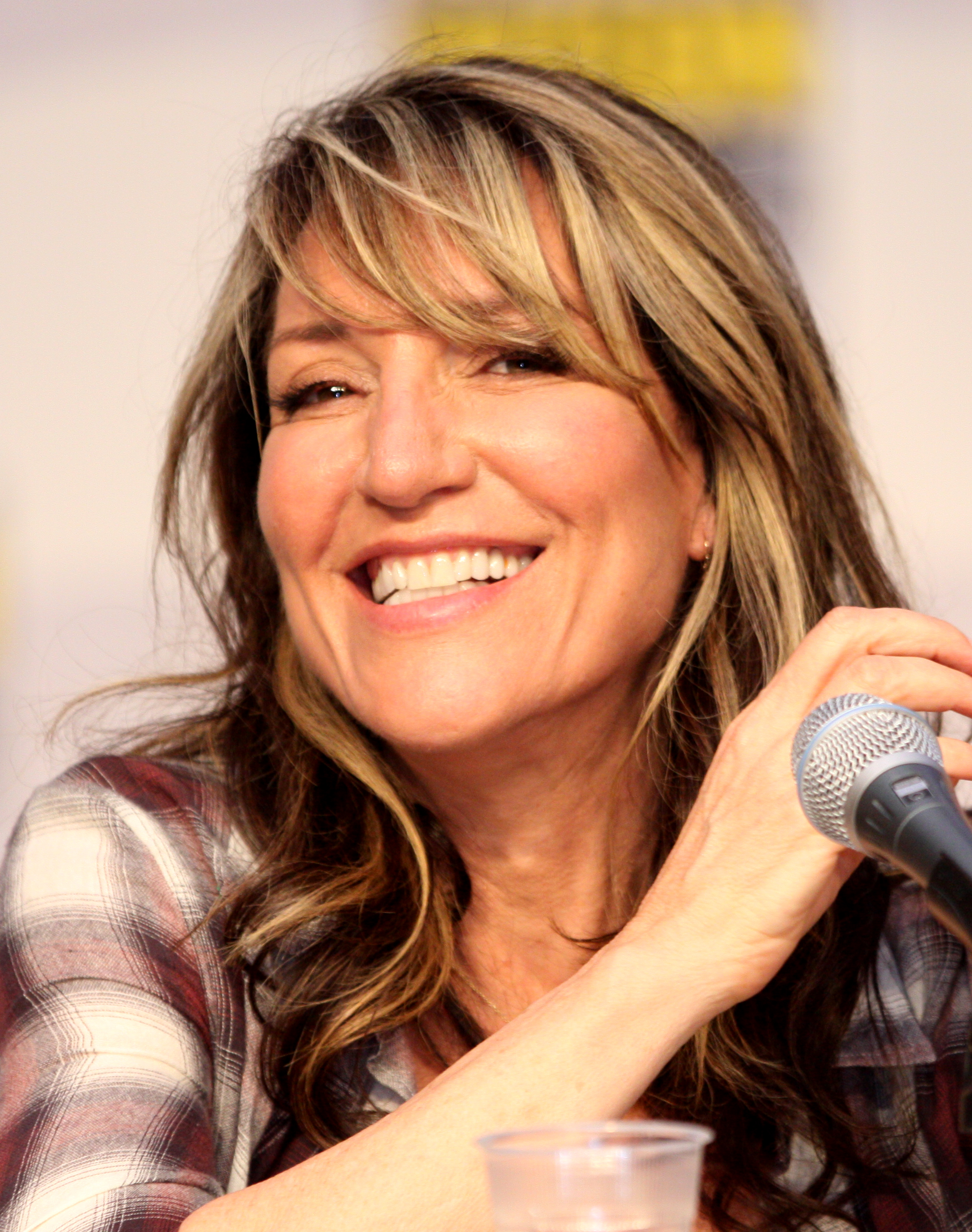
Katey Sagal interpreta Marci Klein
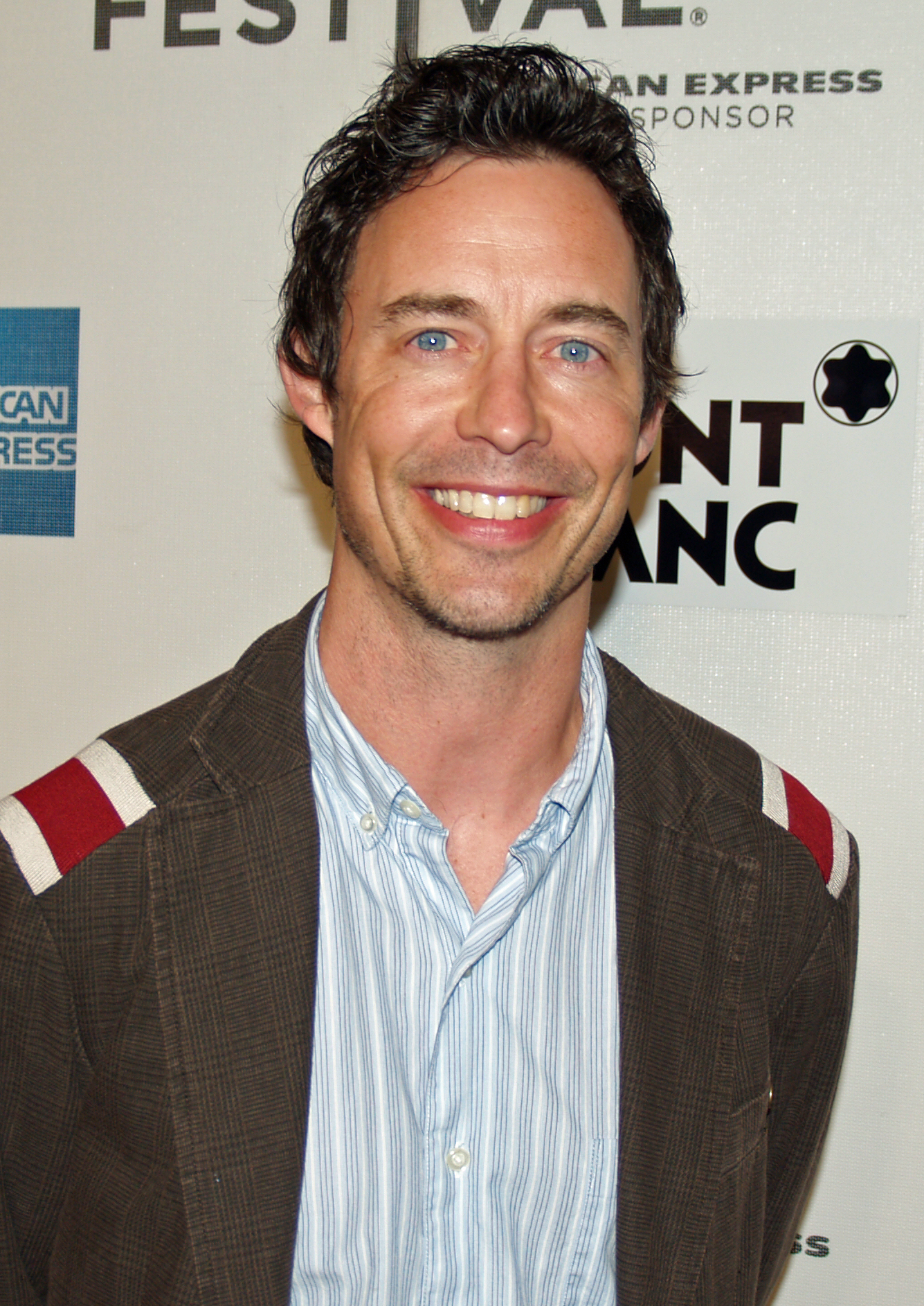
Tom Cavanagh interpreta Jeremy Stone
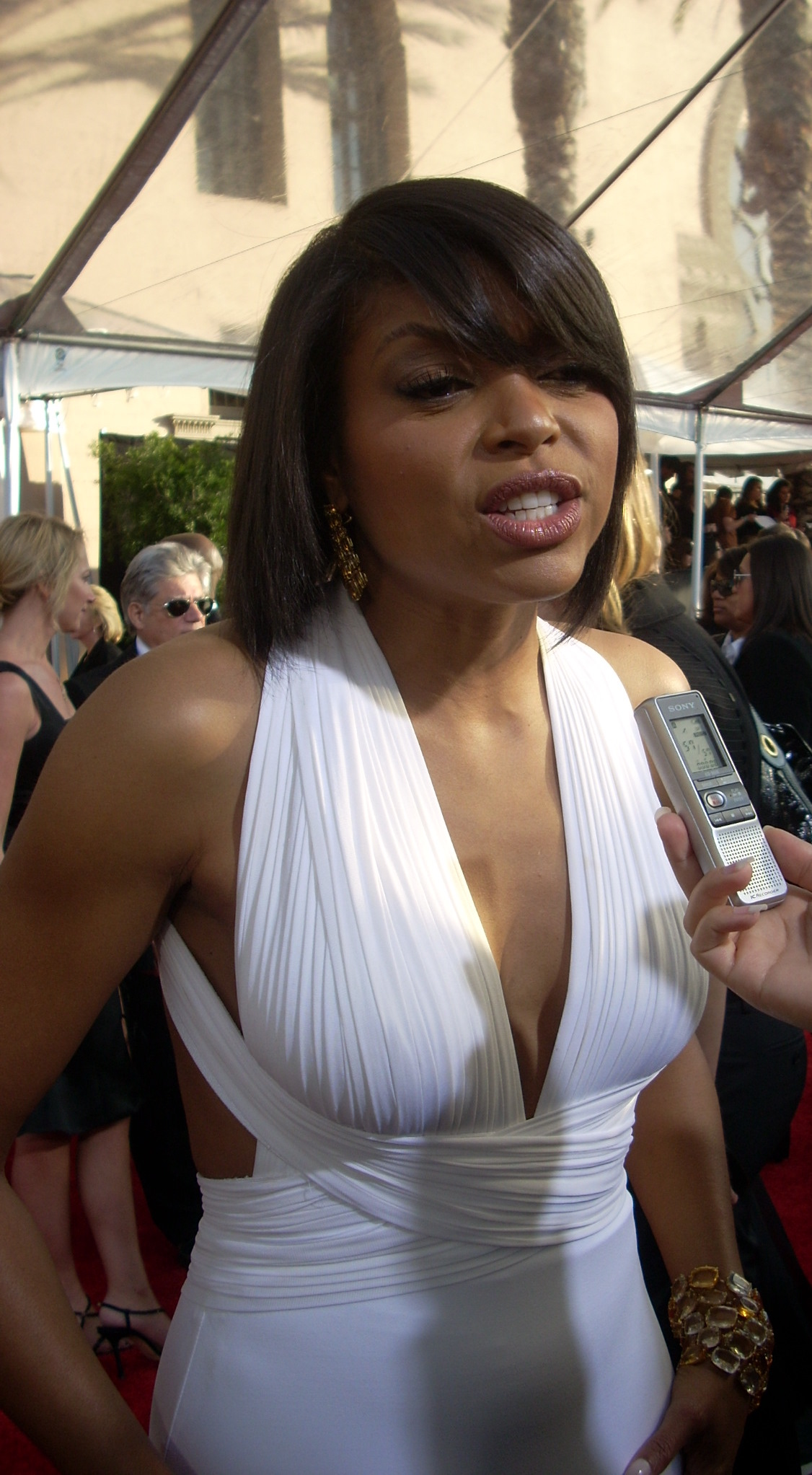
Taraji P. Henson interpreta Angela Scott
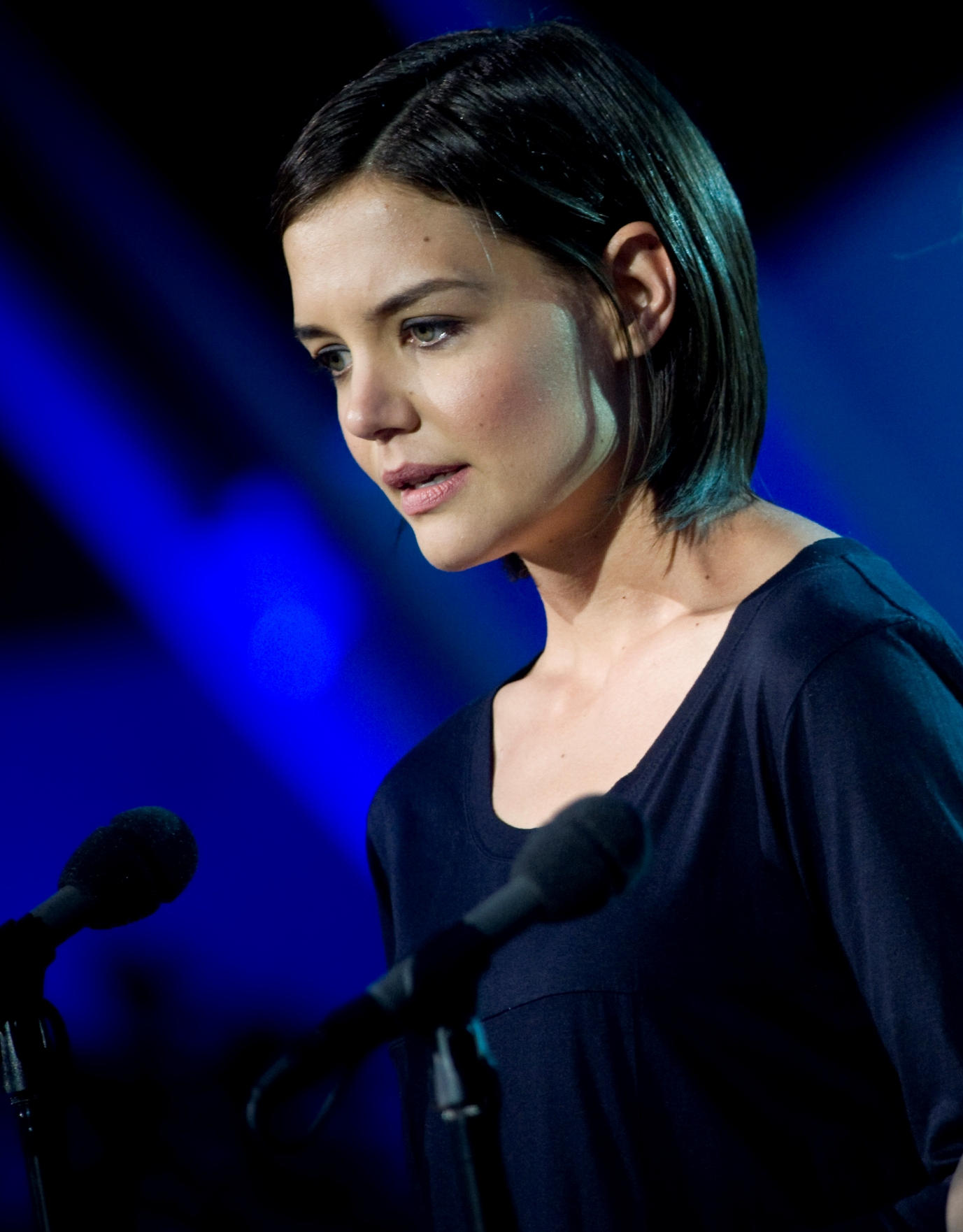
Katie Holmes interpreta Grace Fuller

## Controversie
L'American Academy of Pediatrics ha chiesto l'immediata cancellazione della serie, rea di aver divulgato informazioni errate sul rapporto tra vaccinazioni e autismo. Nell'episodio incriminato, il protagonista ottiene un risarcimento milionario per una sua assistita, madre di un bambino autistico. Nella soluzione del caso viene riconosciuto un legame tra la malattia e il mercuritolo, elemento presente nel vaccino somministrato al bambino. Il mercuritolo è un nome fittizio, ma molti hanno fatto allusioni al thimerosal, nome commerciale dell'etilmercurio. Questo ha fatto insorgere i membri dell'AAP, che hanno accusato la ABC di divulgare disinformazione su un argomento così delicato.